# Strana demokratického socialismu (Německo)
Strana demokratického socialismu (německy Partei des Demokratischen Sozialismus, PDS) vznikla pod názvem SED-PDS začátkem prosince 1989 (po zhroucení komunistického režimu) přejmenováním komunistické Sjednocené socialistické strany Německa, vládnoucí strany v NDR; pod tímto názvem zůstala ještě krátce u moci. K přejmenování na PDS došlo v únoru 1990. Od roku 2005 se strana nazývala Die Linkspartei.PDS. V roce 2007 se sloučila s WASG do nové strany Die Linke.